# آرش برهاني
أراش برهاني ((بالفارسية: آرش برهانی)؛ مواليد 14 سبتمبر 1983 في كرمان، إيران) لاعب كرة قدم إيراني دولي يجيد اللعب في مركز الهجوم. يلعب حاليا لصالح نادي استقلال طهران الإيراني منذ سنة 2007.

## مسيرته الكروية
لعب آرش برهاني خلال مسيرته الاحترافية مع 4 أندية في ستة عشر موسمًا وسجل خلالها 112 هدف ضمن 346 مباراة. حيث فاز في موسمين بالكأس وفي ثلاثة مواسم بالدوري.
خاض آرش برهاني مسيرته مع نادي باس طهران في موسم 2002–03 ليلعب معه خمسة مواسم، مشاركًا في 105 مباراة سجل خلالها 32 هدفًا. ثم انتقل إلى نادي النصر في موسم 2006–07 لمدة موسم واحد، حيث شارك في 7 مباريات سجل خلالها هدفًا واحدًا. لينتقل بعدها إلى نادي استقلال طهران في موسم 2007–08 ليلعب معه تسعة مواسم، مشاركًا في 229 مباراة سجل خلالها 79 هدفًا. ثم انتقل إلى نادي بيكان في موسم 2016–17 لمدة موسم واحد، مشاركًا في 5 مباريات ولم يسجل أي هدف.

## الأهداف الدولية
تأتي حصيلة إيران من الأهداف أولاً.
| #  | التاريخ        | المكان                              | الخاصم          | النتيجة | الحصيلة | المنافسة                  |
| -- | -------------- | ----------------------------------- | --------------- | ------- | ------- | ------------------------- |
| 1  | 21 يونيو 2004  | ملعب آزادي، طهران                   | سوريا           | 3–0     | 7–1     | بطولة اتحاد غرب آسيا 2004 |
| 2  | 21 يونيو 2004  | ملعب آزادي، طهران                   | سوريا           | 4–0     | 7–1     | بطولة اتحاد غرب آسيا 2004 |
| 3  | 23 يونيو 2004  | ملعب آزادي، طهران                   | العراق          | 2–1     | 2–1     | بطولة اتحاد غرب آسيا 2004 |
| 4  | 25 يونيو 2004  | ملعب آزادي، طهران                   | سوريا           | 3–1     | 4–1     | بطولة اتحاد غرب آسيا 2004 |
| 5  | 9 أكتوبر 2004  | ستاد خليفة الدولي، الدوحة           | قطر             | 2–2     | 3–2     | تصفيات كأس العالم 2006    |
| 6  | 17 نوفمبر 2004 | ملعب آزادي، طهران                   | لاوس            | 6–0     | 7–0     | تصفيات كأس العالم 2006    |
| 7  | 2 فبراير 2005  | ملعب آزادي، طهران                   | البوسنة والهرسك | 2–1     | 2–1     | مباراة ودية               |
| 8  | 28 مايو 2006   | ملعب غرادسكي فرت، أوسييك            | كرواتيا         | 2–1     | 2–2     | مباراة ودية               |
| 9  | 2 يناير 2009   | ملعب آزادي، طهران                   | الصين           | 1–0     | 3–1     | مباراة ودية               |
| 10 | 12 أغسطس 2009  | ملعب عاصم فرهادوفيتش هاسا، ساراييفو | البوسنة والهرسك | 2–2     | 3–2     | مباراة ودية               |

## وصلات خارجية
- آرش برهاني على موقع الاتحاد الدولي (مؤرشف)  (الإنجليزية)
- آرش برهاني على موقع قاعدة بيانات كرة القدم.إي يو (الإنجليزية)
- آرش برهاني على موقع ناشيونال فوتبول تيمز (الإنجليزية)
- آرش برهاني على موقع Soccerway.com (الإنجليزية)
- آرش برهاني على موقع عالم كرة القدم.نت (الإنجليزية)
- آرش برهاني على موقع كووورة
- آرش برهاني على PersianLeague.com
- آرش برهاني على TeamMelli.com